# Rajōmon

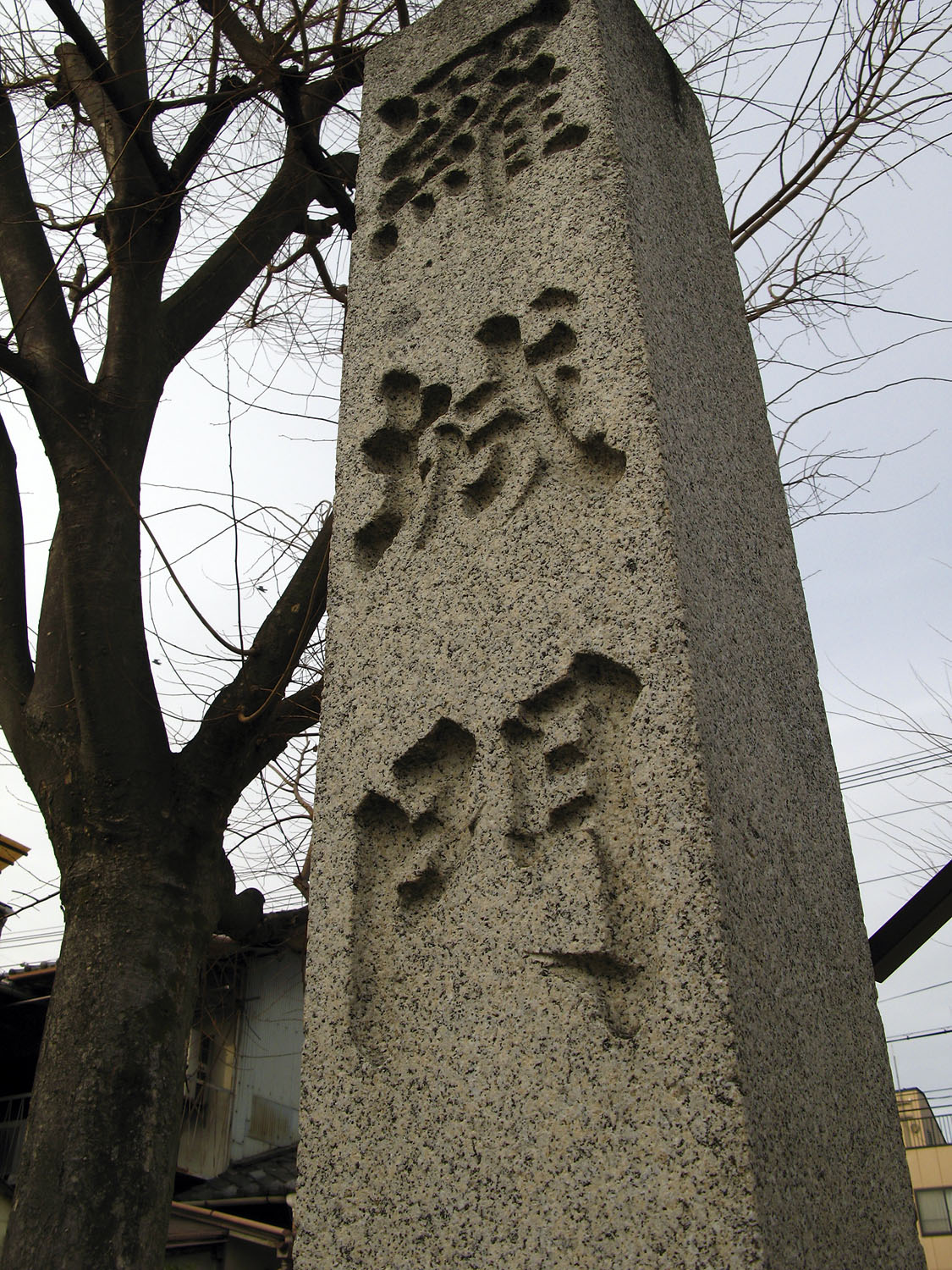
Marcador no local de Rashōmon, Kyoto

Rajōmon (羅城門), Também chamado Rashōmon (羅生門), foi o portão construído no final sul da monumental Avenida Suzaku nas antigas cidades japonesas de Heijō-kyō (Nara) e Heian-kyō (Kyoto), de acordo com o padrão de planta ortogonal chinês de cidades. no outro lado da avenida encontra-se o Portão de Suzakumon, entrada principal dos palácios imperiais japoneses.

## Nome
O nome do portão em japonês moderno é Rajōmon. Rajō (羅城) refere-se às muralhas da cidade e mon (門) significa "portão", então Rajōmon significa o portão principal da cidade. Originalmente, este portão era conhecido como Raseimon ou Raiseimon, usando leituras alternativas para o kanji no nome. O nome Rashōmon, usando o kanji 羅生門 (que também pode ser lido Raseimon), foi popularizado por uma peça noh Rashōmon (c.1420) escrita por Kanze Nobumitsu (1435–1516).
O nome moderno, Rajōmon, usa o kanji original (羅城門 em vez de 羅生門) e emprega a leitura mais comum para o segundo caratere (jō em vez de sei).

## Rashōmon em Kyoto (Heian-kyō)

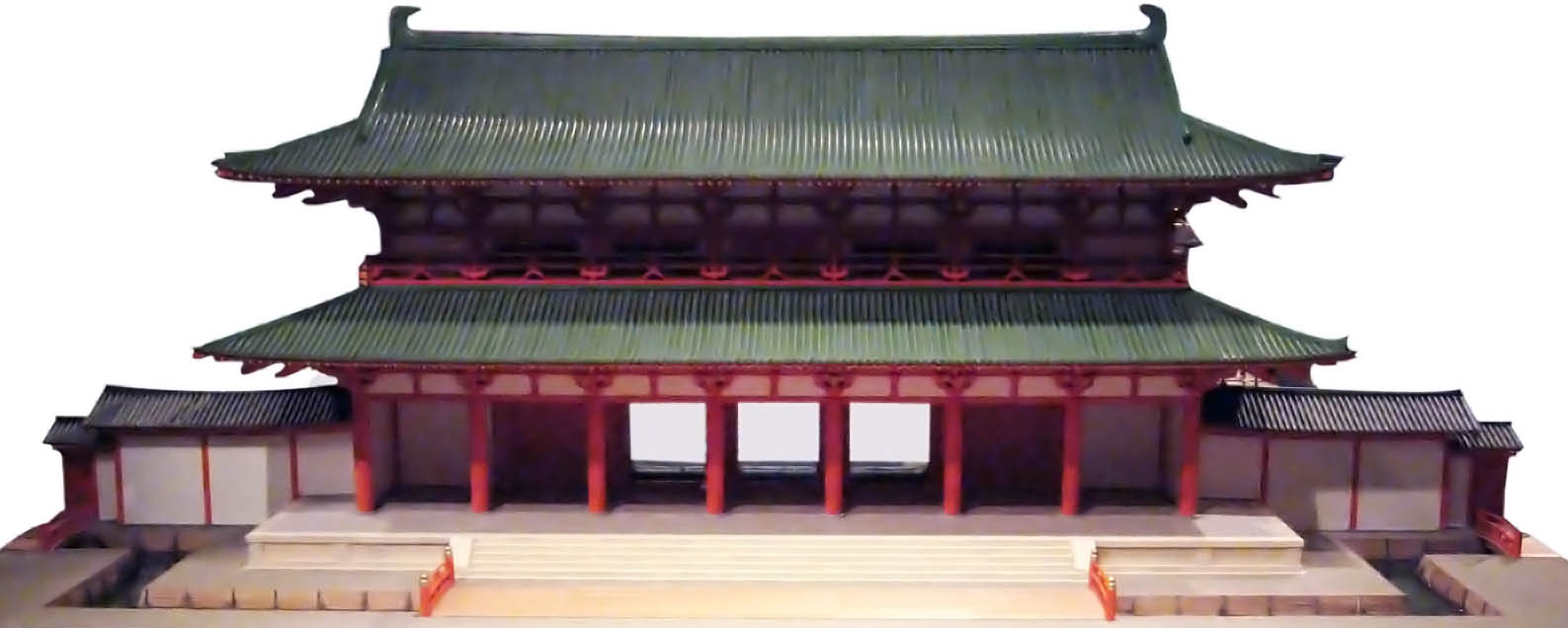
Possível aparência do portão, modelo em miniatura

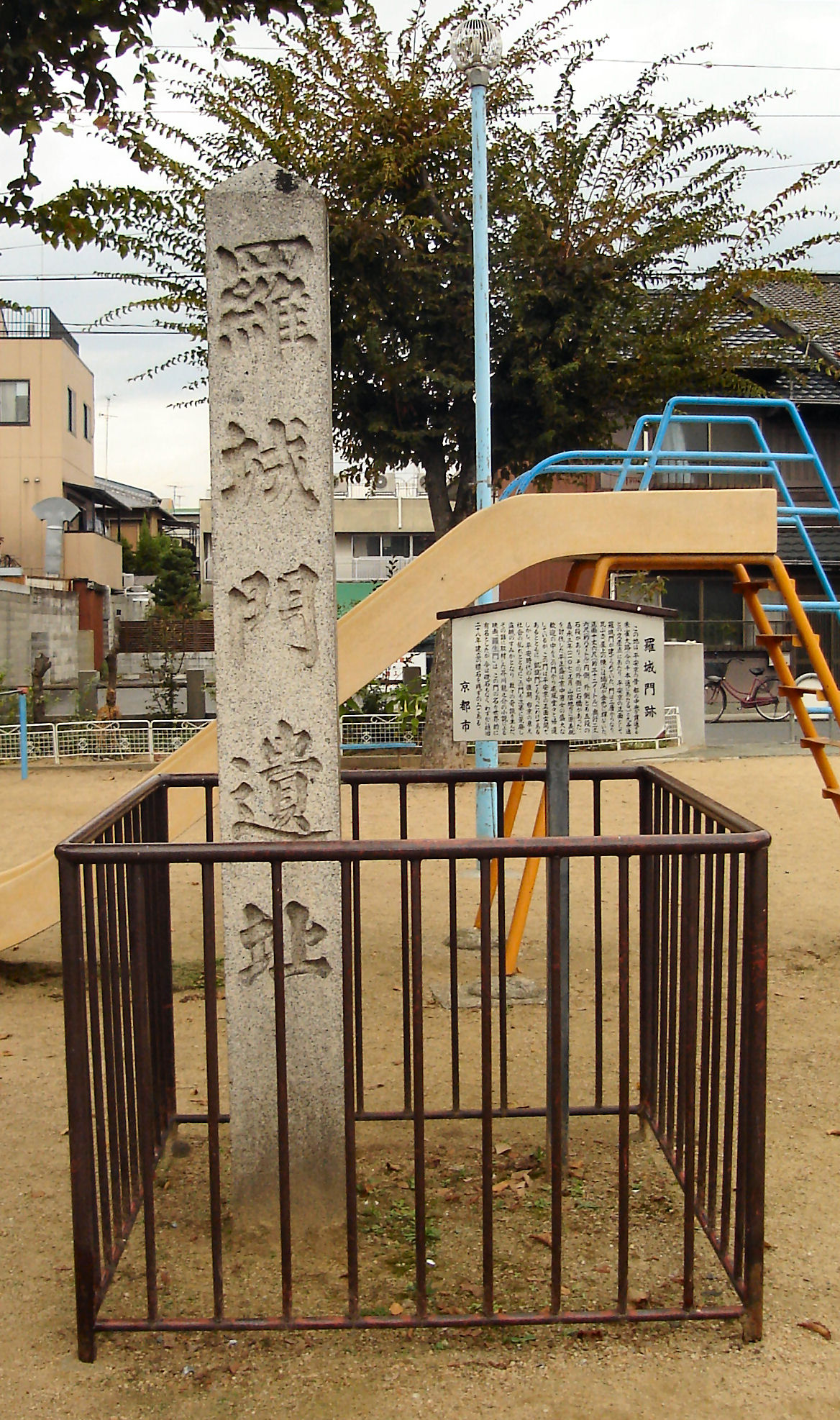
Outra vista do marcador Rashōmon, com um playground ao fundo

O Rashōmon em Kyoto foi o maior dos dois portões da cidade construídos durante o período Heian (794–1185). Construído em 789, tinha 32 metros de largura por 7,9 metros de altura, com um muro de pedra de 23 metros e encimado por cumeeira. No século 12, caiu em desuso e tornou-se um lugar desagradável, com a reputação de esconderijo de ladrões e outros personagens de má reputação. As pessoas abandonavam cadáveres e bebês indesejados no portão.
O portão em ruínas é o cenário central e fornece o título para o conto de Ryūnosuke Akutagawa " Rashōmon" e, portanto, para o filme homônimo de 1950 de Akira Kurosawa. O uso do portão por Akutagawa foi deliberadamente simbólico, com o estado arruinado do portão representando a decadência moral e física da civilização e cultura japonesas. De acordo com uma lenda, foi até mesmo habitado pelo demônio Ibaraki Dōji.
Hoje, não resta nem uma pedra fundamental do portão. Um pilar de pedra marca o local onde ficava, logo a nordeste da interseção da rua Kujō e da Avenida senbon (antiga Avenida Suzaku), a uma curta caminhada a oeste do templo do período Heian Tō- ji. No local, onde hoje há um pequeno playground há também uma placa de madeira escrita em japonês e inglês que explica a história e o significado do portão.

## Rajōmon em Nara (Heijo-kyō)
O Rajōmon em Nara estava a cerca de 4 km ao sul do Palácio de Heijō. Suas pedras fundamentais foram encontradas nas escavações realizadas entre 1969 e 1972. Das restantes fundações, estima-se que a largura do portão tenha sido de 41,5 m.
Algumas das pedras fundamentais foram reutilizadas no século XVI por Toyotomi Hidenaga, que estava expandindo seu castelo em Kōriyama.